# ブルース・ジョエル・ルービン
ブルース・ジョエル・ルービン（Bruce Joel Rubin, 1943年3月10日 - ）は、アメリカ合衆国の脚本家。デトロイト出身。

## 経歴
1990年、『ゴースト/ニューヨークの幻』の脚本を執筆、作品は世界的に大ヒットし、第63回アカデミー脚本賞を受賞、人気脚本家となる。なお、『ゴースト/ニューヨークの幻』は、2010年に『ゴースト もういちど抱きしめたい』として、日本でリメイクされた。
他にも、『デッドリー・フレンド』、『ジェイコブス・ラダー』など、霊を題材にした作品の脚本が多い。

## 主な作品
- ブレインストーム Brainstorm (1983) 原案
- デッドリー・フレンド Deadly Friend (1986)
- ゴースト/ニューヨークの幻 Ghost (1990)
- ジェイコブス・ラダー Jacob's Ladder (1990)
- 幸せの向う側 Deceived (1991) デレク・ソーンダース名義
- マイ・ライフ My Life (1993) 兼製作・監督
- ディープ・インパクト Deep Impact (1998)
- スチュアート・リトル2 Stuart Little 2 (2002)
- ミムジー/未来からのメッセージ The Last Mimzy (2007)
- きみがぼくを見つけた日 The Time Traveler's Wife (2009)
- ゴースト もういちど抱きしめたい (2010) 日本映画、オリジナルストーリー